# Хорология (ареалогия)
Хороло́гия, или ареалове́дение, — (от греч. choros — место и …логия) (ареалогия) — раздел биогеографии, изучающая области распространения (ареалы) отдельных видов, родов, семейств и других систематических групп (таксонов) живых организмов.

## Описание
- Фитохорология, или хорология растений, является отраслью географии растений
- Зоохорология изучает ареалы животных.